# Paix justice progrès
Le Paix justice progrès (Abrégé PJP - Génération Doubara) est un parti politique du Niger.

## Histoire
Le parti est créé en 2019 par l'ancien général Salou Djibo, qui avait renversé par un coup d'État le président de la République en poste, Mamadou Tandja. Salou Djibo est élu président du parti lors de son premier congrès, le 28 juin 2020 à Niamey. Il est enregistré comme parti politique le 22 août 2019.

## Résultats

### Élections présidentielles
| Année     | Candidat    | 1er tour | 1er tour | 2d tour | 2d tour | Résultat |
| Année     | Candidat    | Voix     | %        | Voix    | %       | Résultat |
| --------- | ----------- | -------- | -------- | ------- | ------- | -------- |
| 2020-2021 | Salou Djibo | 142 747  | 2,98     | -       | -       | Élu Non  |

### Élections législatives
| Année | Voix    | %    | Élus    | Rang | Gouvernement |
| ----- | ------- | ---- | ------- | ---- | ------------ |
| 2020  | 135 576 | 2,88 | 2 / 166 | 8e   | Opposition   |